# 醒著做夢音樂會
醒著做夢音樂會（Wake Up Dreaming Concert) 是一場由香港歌手張學友於2015年5月24日於北京國家奧林匹克中心體育館舉行的小型演唱會。該演唱會所演唱的歌曲包括了新專輯醒著做夢裡的所有歌曲，以及一些經典歌曲如吻別，忘記你我做不到等。該演唱會是與騰訊公司合作。 

## 介紹
張學友於2014年12月24日發行了新專輯《醒著做夢》，並於2015年5月24日在北京國家奧林匹克中心體育館舉行了一場小型演唱會，全場大約8000名觀眾。

## 演唱曲目
1. 被遺忘的時光
2. 新不了情
3. 當愛已成往事
4. 用餘生去愛
5. 時間有淚
6. 不錯
7. 來得及
8. 我愛上你
9. 我只想唱歌
10. 白自在
11. My Girl
12. Yesterday
13. New York New York
14. 你說的
15. 控訴
16. 我醒著做夢
17. 你最珍貴 （未收錄在現場專輯）
18. Touch Of Love（未收錄在現場專輯）
19. 在你身邊
20. 慢慢
21. 忘記你我做不到
22. 吻別

## 现场專辑
现场音樂會專輯在2018年12月14日正式發行。